# Agustín Muñoz-Grandes Galilea
Agustín Muñoz-Grandes Galilea (Sigüenza, Guadalajara, 12 de septiembre de 1935-Pozuelo de Alarcón, Madrid, 8 de abril de 2022) fue un militar y académico español. Fue Capitán General de la II Región militar (1994-1998) y académico de la Real Academia de Ciencias Morales y Políticas.

## Biografía
Hijo de Agustín Muñoz Grandes. En el comienzo de la Guerra Civil, Agustín —con un año de edad— estaba junto a su madre en Sigüenza. Al llegar las tropas nacionales allí, se trasladaron a Ariza, donde permanecieron hasta el fin de la contienda.
Realizó sus estudios en el madrileño colegio del Pilar. Ingresó en la Academia General Militar el 23 de julio de 1951. Con el grado de alférez ingresó en la Academia de Infantería de Toledo (1953), donde alcanzó el grado de teniente (1955).
Participó en la Guerra del Ifni (noviembre de 1957), una guerra de defensa contra bandas de guerrillas incontroladas en la zona, que pretendían hacerse con el control de unos territorios que habían sido asignados a España por la comunidad internacional.
En octubre de 1962 fue promovido a capitán y en 1964 se diplomó en el Estado Mayor del Ejército. Fue destinando, entre otros lugares, a las fuerzas Regulares Tetuán nº 1 y a la Unidad de Helicópteros Canarias-Sáhara. En 1974 fue ascendido a comandante.
Durante los primeros años de la Transición española formó parte del gabinete del Vicepresidente para Asuntos de Defensa, donde se mostró contrario a las reformas de Manuel Gutiérrez Mellado. Fue nombrado ayudante de campo del rey Juan Carlos I de España (junio de 1979-julio de 1983). Acompañó al rey en momentos decisivos de la Transición: en los incidentes de la Casa de Juntas de Guernica (4 de febrero de 1981), y poco después, durante el Golpe de Estado del 23 de febrero de 1981, según el historiador Ricardo de la Cierva, Muñoz-Grandes apoyó la propuesta de la Junta de Jefes de Estado Mayor de proclamar el estado de guerra. Si bien, en las horas posteriores al Golpe de Estado, Muñoz-Grandes Galilea se comunicó telefónicamente con diversos mandos intermedios —comandantes y tenientes coroneles— repartidos por cuarteles de toda España, a los que conocía por razones generacionales, para informarles de lo que estaba sucediendo en el palacio de la Zarzuela; y redactó el télex que el rey envió al general Jaime Milans del Bosch con la orden de que retirara el estado de Guerra en Valencia y depusiera su actitud.
Vivió de cerca el ingreso de España en la OTAN, como un hito histórico que no pudo realizarse antes. Para Muñoz-Grandes, el destino de España está unido al del resto de países occidentales de su entorno.
El 4 de julio de 1983 fue nombrado jefe de Estado Mayor de la Brigada de Infantería Acorazada «Guadarrama» XII, adscrita a la División Acorazada Brunete y acuartelada en El Goloso. Fue ascendido a coronel (agosto de 1985) y nombrado jefe del Segundo Tercio de la Legión Española Duque de Alba, acuartelado en Ceuta (octubre de 1986). Fue ascendido a General de brigada (3 de agosto de 1988).
Destinado a la 1.ª División del Estado Mayor Conjunto de la Defensa (11 de mayo de 1989) fue ascendido a General de división (5 de diciembre de 1991) y designado jefe de la nueva unidad de élite Fuerza de Acción Rápida (FAR), dependiendo orgánicamente del JEMAD (7 de febrero de 1992). Como jefe de esta unidad tuvo un incidente con el general francés Philippe Morillon, jefe de la Fuerza de Protección de las Naciones Unidas - UNPROFOR en la antigua Yugoslavia, donde estaban integradas la Agrupación Málaga y la Agrupación Canarias de las FAR, por lo que dimitió del cargo y el 10 de septiembre de 1993 fue designado jefe de la División Acorazada Brunete en sustitución de Máximo de Miguel Page.
Ascendido a Teniente general (13 de mayo de 1994), fue nombrado Capitán general de la II Región Militar con sede en Sevilla. Pasó a la reserva activa (septiembre de 1998). Poco después cedió los archivos de su padre a la Fundación Francisco Franco y fue nombrado presidente de la Real Hermandad de Veteranos de las Fuerzas Armadas y de la Guardia Civil.
El 30 de noviembre de 2010 ingresó en la Real Academia de Ciencias Morales y Políticas.
Muñoz-Grandes se oponía a un falso pacifismo que trata de equiparar al Ejército con una ONG humanitaria. Pese a que desarrollan una innegable labor humanitaria, su misión fundamental es estar preparados para combatir si se hace necesario en alguna ocasión.
Falleció en su residencia de Pozuelo de Alarcón (Madrid) a los 86 años, el 8 de abril de 2022. Su funeral se celebró el 21 de abril de 2022, en la Iglesia Catedral Castrense (Madrid).

## Condecoraciones
Agustín Muñoz-Grandes recibió, las siguientes condecoraciones:
- Cruz, Placa y Gran Cruz de la Orden de San Hermenegildo (3 de febrero de 1989).[21]
- Medalla de Ifni-Sáhara.
- Gran Cruz de la Orden de Mérito Naval, con distintivo blanco (21 de diciembre de 1990)[22]
- 8 Cruces del Mérito Militar, entre las que se encuentra la Gran Cruz Orden del Mérito Militar, con distintivo blanco (18 de junio de 1993).[23]
- Medalla de Sufrimientos por la Patria.
- Medalla del Sáhara.
- Cruz de comendador de la Orden de Adolfo de Nassau del Gran Ducado de Luxemburgo.